# 三枚の写真
「三枚の写真」（さんまいのしゃしん）は、松本隆作詞、大野克夫作曲の楽曲。1977年に三木聖子の最後のシングル（3枚目）として発売された。1981年には石川ひとみによるカバーシングルが発売されている。
2歳年上の男性との終わった恋を、手元に残された3枚の写真を元に感傷的に描いた、物語性の強い楽曲である。1コーラスごとに「16歳の夏」、「17歳の秋」、「20歳の春」に分けて情景や心理が描写されている。

## 三木聖子のシングル

### 概要
1977年1月25日に発売された三木聖子の3枚目のシングル。発売元はNAVレコード。三木は本作の発売を最後に引退した。

### 収録曲
- 両楽曲共に、作詞：松本隆／作曲：大野克夫／編曲：船山基紀

1. 三枚の写真 (4分14秒)
2. 哀しみ専科 (4分00秒)

## 石川ひとみのシングル

### 概要
石川ひとみによる「三枚の写真」は、1981年10月5日に12枚目のシングルとして発売された。B面曲「夕暮れて」と共に、同年発売のオリジナル・アルバム『夢模様』に収録された。
制作側は当初「まちぶせ」と同時期に録音した「にわか雨」を「まちぶせ」に続くシングルとして用意していたが、当時の所属事務所の社長であった渡辺晋の強い意向によって再びカバー曲を制作することになり、候補の中からこの曲が選ばれた。
「まちぶせ」で各音楽賞を受賞したことによるメディアへの大量露出もあり、結果的に翌1982年初頭までオリコンのシングルチャートにランクされたものの、売上実績は「まちぶせ」に及ばなかった。

### 収録曲
1. 三枚の写真（3分50秒）
作詞：松本隆／作曲：大野克夫／編曲：葦沢聖吉
2. 夕暮れて（3分41秒）
作詞：丸山圭子／作曲：丸山圭子・佐藤準／編曲：戸塚修

## その他のカバー
- 松本典子（1986年）- シングル「NO WONDER」のカップリング曲として収録。編曲：大村雅朗。